# Johnny Hallyday Olympia 64
Albums par Johnny Hallyday
Les guitares jouent
(1964) Johnny, reviens ! Les Rocks les plus terribles
(1964)
Lives par Johnny Hallyday
Johnny à l'Olympia
(1962) Johnny Olympia 67
(1967)
Johnny Hallyday Olympia 64 est le 2e enregistrement public de Johnny Hallyday chez Philips, il sort le 6 mars 1964.
L'album est réalisé par Lee Hallyday.

## Autour de l'album
- Références originales :
  - édition mono Philips B77987L
  - édition stéréo Philips 840544BY
- L'édition CD de 2003, propose en CD1 la restitution à l'identique du vinyle original ; et en CD2, pour la première fois le tour de chant dans son intégralité.
  - Référence originale :

## Titres
- Nous donnons ici la liste des titres de l'édition CD 2003, qui restitue la chronologie et l'intégralité du tour de chant.
- Les titres en gras ne sont pas sur l'édition originale de 1964.

| 1.  | Introduction (présentation par Lee Hallyday)                           |                                               |                                                       | 0:35 |
| 2.  | Oh cette nuit (Such A Night)                                           | Ralph Bernet (adaptation)                     | Lincoln Chase                                         | 3:04 |
| 3.  | Les guitares jouent (Surfin' Hootenanny)                               | Georges Aber (adaptation)                     | Lee Hazlewood                                         | 3:22 |
| 4.  | Quand je l'ai vu devant moi (I Saw Her Standing There)                 | Ralph Bernet (adaptation)                     | John Lennon, Paul McCartney                           | 2:52 |
| 5.  | Pas cette chanson (Don't Play That Song (You Lied))                    | Ralph Bernet (adaptation)                     | Betty Nelson, Ahmet Ertegün                           | 2:38 |
| 6.  | J'abandonne mes amours (Packin'Up)                                     | Ralph Bernet (adaptation)                     | Bill Smith, Margie Singleton                          | 2:18 |
| 7.  | Rien que huit jours (Forty Days)                                       | Manou Roblin (adaptation)                     | Chuck Berry                                           | 2:52 |
| 8.  | Je t'écris souvent                                                     | Jean-Jacques Debout                           | Jean-Jacques Debout                                   | 3:06 |
| 9.  | Tu n'as rien de tout ça (You're The Devil In Disguise)                 | Ralph Bernet (adaptation)                     | Bernie Baum (en), Bill Giant (en), Florence Kaye (en) | 2:13 |
| 10. | Non, non, non, non (je ne veux plus te blesser) (Baby, Don't You Weep) | Ralph Bernet (adaptation)                     | Bob Russel, Norman Meade                              | 2:48 |
| 11. | C'est fini miss Molly (Good Golly, Miss Molly)                         | Ralph Bernet (adaptation)                     | Robert Blackwell, John Marascaldo                     | 2:25 |
| 12. | Excuse-moi partenaire (Cuttin' In)                                     | Ralph Bernet (adaptation)                     | Johnny Watson                                         | 3:00 |
| 13. | Memphis (instrumental par Joey and The Showmen) (Memphis)              |                                               | Chuck Berry                                           | 6:28 |
| 14. | Pour moi la vie va commencer                                           | Jean-Jacques Debout                           | Jean-Jacques Debout                                   | 2:19 |
| 15. | Ma guitare                                                             | Jil et Jan                                    | Johnny Hallyday, Eddie Vartan                         | 2:53 |
| 16. | Da dou ron ron (Da Doo Ron Ron)                                        | Georges Aber (adaptation)                     | Ellie Greenwich, Phil Spector, Jeff Barry             | 5:00 |
| 17. | I Got a Woman                                                          | Ray Charles                                   | Ray Charles                                           | 5:52 |
| 18. | Shout                                                                  | Rudolph Isley, Ronald Isley, O'Kelly Isley Jr | Rudolph Isley, Ronald Isley, O'Kelly Isley Jr         | 5:27 |
| 19. | présentation des musiciens                                             |                                               |                                                       | 2:02 |
| 20. | Shout (reprise)                                                        | Rudolph Isley, Ronald Isley, O'Kelly Isley Jr | Rudolph Isley, Ronald Isley, O'Kelly Isley Jr         | 4:17 |
| 21. | Tutti Frutti                                                           | Dorothy LaBostrie, J. Lubin                   | Richard Penniman                                      | 7:00 |

## Musiciens
Joey and the Showmen :
- Guitare solo : Joey Greco
- Guitare rythmique : Claude Robbins Djaoui
- Basse : Ralph di Pietro
- Batterie : Bobbie Clarke (en)
- Piano électrique et orgue : Marc Hemmler
- Saxophone ténor et baryton : Jean Tosan
- Trompette : Ivan Jullien

Chœurs :
- Chœurs féminins de l'orchestre de l'Olympia
- Les Lionceaux (Alain Hattat, Michel Taymont, Gérard Fournier, Michel Mathieu)

- L'orchestre de Daniel Janin, dirigé par Jacques Denjean

## Classements hebdomadaires
| Classement (2003) | Meilleure position |
| ----------------- | ------------------ |
| France (SNEP)     | 56                 |